# Ninshō
Ninshō (忍性, 19 août 1217 – 25 août 1303 (ère Kengen 16 juillet – Ère Kenpō 22 juillet) est un prêtre Shingon Risshu japonais de l'époque de Kamakura. Il joue un rôle dans la relance du Bouddhisme Ritsu au cours de cette période ainsi que dans la fondation d'institutions de soins pour les invalides. Il est critiqué par son contemporain Nichiren.
Il est parfois appelé Ninshō Ryōkan (忍性良観), ou simplement Ryōkan (良観). Il est disciple d'Eison (1201-1290), autre prêtre Ritsu de cette période. Il naît à Byōbunosato, Shikinoshimonokōri, province de Yamato, maintenant partie de Miyake, préfecture de Nara. 

## Source de la traduction
- (en) Cet article est partiellement ou en totalité issu de l’article de Wikipédia en anglais intitulé « Ninshō » (voir la liste des auteurs).